# Crust punk
Crust punk (soms crustcore of simpelweg crust) is een door anarcho-punk, hardcore punk en metal beïnvloede stijl ontstaan midden jaren 80 in Groot-Brittannië. De teksten zijn vaak donker en pessimistisch en behandelen politieke en sociale thema's vanuit een links of anarchistisch perspectief. In Nederland is er een sterke verbintenis met de kraakbeweging, uitgave van albums wordt gewoonlijk in eigen beheer gedaan.
Crust wordt gekenmerkt door het gebruik van een laag, overstuurd geluid met grunt en schreeuwzang. Het wordt op hoog tempo gespeeld, met tragere intervallen. Een veel gebruikt ritme is de D-beat. De bezetting bestaat gewoonlijk uit basgitaar, drums, zang en één of twee gitaren.
De crustpunkscene is altijd ondergronds gebleven, maar bestaat wel wereldwijd.

## Artiesten

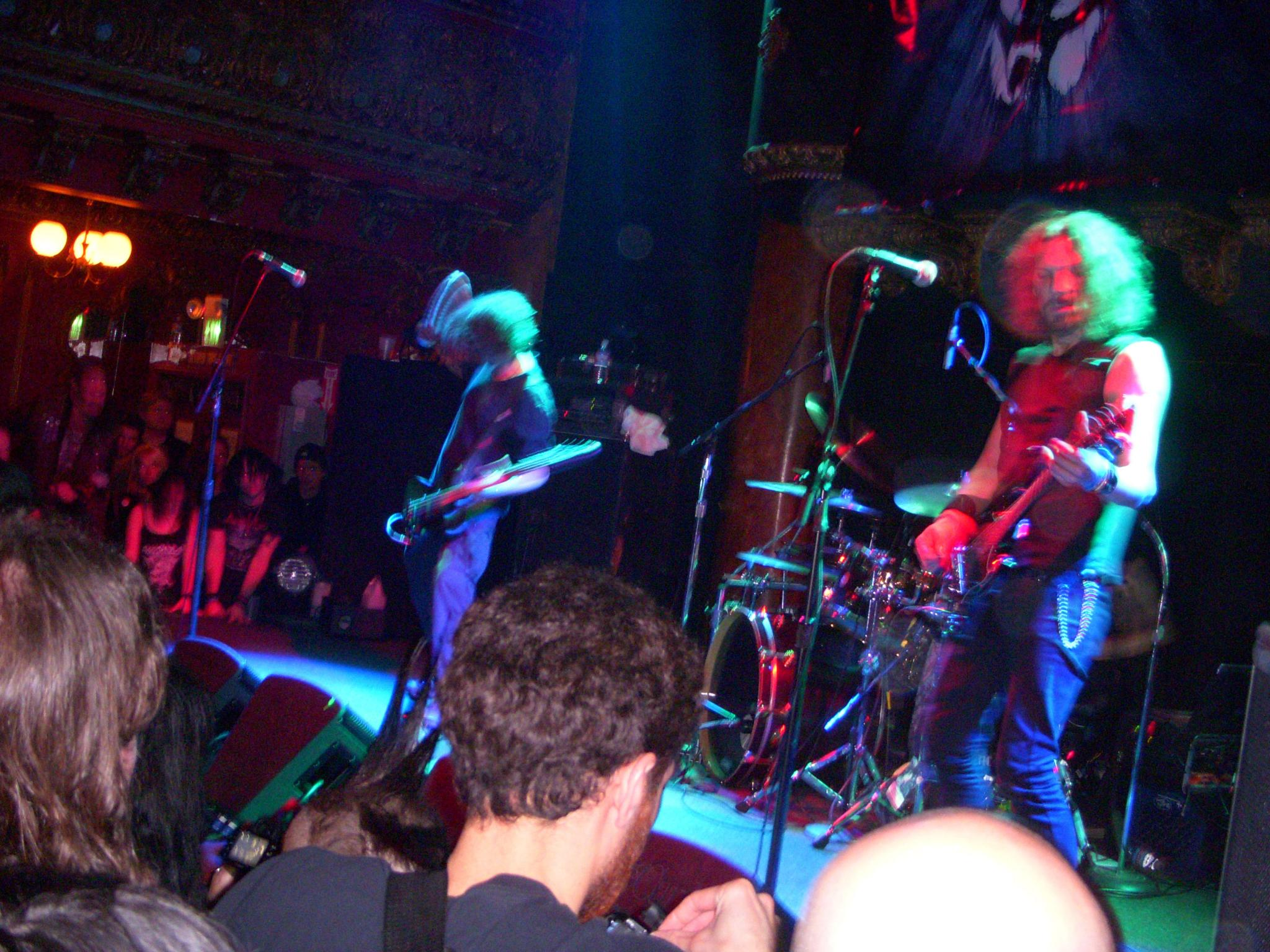
Amebix in 2009

- Amebix
- Deviated Instinct
- Doom
- Fleas and Lice
- Gallhammer
- Ulrikes Dream
- Wolfbrigade